# منير اليافعي
العميد منير محمود أحمد المشالي اليافعي الملقب بأبي اليمامة اليافعي، (1974 - 2019) كان قائد اللواء الاول دعم واسناد ضمن قوات الدعم والإسناد الجنوبية. كان قائد الذراع العسكرية للحراك الجنوبي خلال الحرب الأهلية اليمنية حتى وفاته. قتل في 1 أغسطس 2019 إلى جانب 21 شخصًا آخر خلال هجوم صاروخي حوثي على عرض عسكري في عدن جنوبي اليمن.